# Emmanuel Lewis
Emmanuel Lewis (Nueva York, 9 de marzo de 1971) es un actor estadounidense popular por protagonizar la sitcom Webster. Con solamente 1.30 m de estatura, disfrutó de una popularidad importante durante la primera mitad de los años 80. Frecuentemente es confundido con otro actor afroamericano de poca estatura de la época, Gary Coleman (1968-2010), protagonista de Diff'rent Strokes (Arnold en España y Blanco y negro en Latinoamérica).

## Primeros años
Lewis nació en Brooklyn, Nueva York. Estudió en la Midwood High School hasta 1989 y se graduó en la Universidad Clark Atlanta University en 1997. Lewis practica habitualmente taekwondo.
Cuando Diff'rent Strokes estaba en la cima de su popularidad en NBC, con Gary Coleman como protagonista, ABC probó suerte con un show similar: un niño huérfano afroamericano que es adoptado por una familia de raza blanca, dando como resultado Webster, que hizo de Lewis una estrella.
Participó en el episodio especial "estrellas infantiles de televisión" de la edición americana de El rival más débil, episodio emitido originalmente el 18 de noviembre de 2001.
Hizo un cameo en 2007 en la película Kickin' It Old Skool.
En 2013, apareció en el show Between Two Ferns with Zack Galifianakis.
Apareció también en 2005 en la serie One on One y en 1998 en la serie Moesha, y en los telefilmes The New Adventures of Mother Goose (1995), A Midsummer Night's Dream (1985, adaptación televisiva de El sueño de una noche de verano, de William Shakespeare), Lost in London (1985), A Christmas Dream (1984) junto a David Copperfield y Mr. T, y The Secret World of the Very Young (1984).
Participó asimismo en un episodio de  la serie Vacaciones en el mar en 1984.
Rodó además varios anuncios de televisión para diferentes marcas: Denny's Restaurants en 2002, cuatro anuncios para Burger King en los años 80, uno para McDonald's en 1981, para varitas de pescado Mrs. Paul's en 1983 y para Colgate en 1982.
También grabó un sencillo para SMS Records y un álbum para Kid Stuff Records en 1981 y 1986 respectivamente.

## Premios y nominaciones
Estuvo nominado cuatro años al Premio Artista Joven por Webster. En 1984 estuvo nominado al premio en la categoría de "mejor actor joven de una serie de comedia", pero el ganador fue finalmente Rick Schroder, actor de Silver Spoons. En 1985 estuvo nomidado al premio en la categoría "mejor actor joven en una serie televisiva de comedia", pero perdió frente al actor Billy Jayne de la serie It's not Easy. En 1986 estuvo nominado al premio en la categoría de "mejor actor joven protagonista de una serie de televisión", premio cuyo ganador fue finalmente Marc Price de Family Ties. En 1987 estuvo nominado al premio en la categoría "actuación excepcional de un actor joven protagonista de una serie televisiva dramática o de comedia", cuyo ganador fue Kirk Cameron de Growing Pains.
Ganó el Premio People's Choice en la categoría "actor favorito de televisión" en 1984, 1985, 1986 y 1987.

## Filmografía
- Webster (1983–1989) serie
- A Christmas Dream (1984) serie
- Lost in London (1985) (TV)
- Emmanuel Lewis: My Very Own Show (1987) (TV)
- The New Adventures of Mother Goose (1995) (TV)
- Family Matters (1997) episodio "Odd Man In" and "Beauty and the Beast"
- Malcolm & Eddie (1999) (TV)
- The Surreal Life (2003) (TV)
- Dickie Roberts: Former Child Star (2003)
- My Super Sweet Sixteen
- Kickin' It Old Skool (2006)
- One on One (2006) (TV)
- The Surreal Life: Fame Games (2007) (TV)
- Kickin' It Old Sckool: Emmanuel Lewis/Cameo (2007)
- The Lil Flex Show (2008) (TV)

## Discografía
- City Connection (Single, SMS Records,1981. Número de catálogo: SM07-92).
- Good Secrets! Bad Secrets! (Álbum, Kid Stuff Records, 1986. Número de catálogo: KKS-1036)